# Stanco (Deeper Inside)
Stanco (Deeper Inside) è un singolo del cantautore italiano Marco Mengoni, pubblicato il 7 maggio 2010 come secondo estratto dal secondo EP Re matto.

## Descrizione
La canzone ha sonorità funk, molto lontane da quelle del singolo precedente. Alcuni hanno accostato Stanco (Deeper Inside) a brani di Daniele Silvestri o Jamiroquai.
Il cantante ha dichiarato che il brano è nato in maniera casuale, durante un momento di relax avvenuto in sala d'incisione, grazie ad un giro di chitarra eseguito per gioco dal suo chitarrista. Mengoni lo ha inoltre definito come una canzone pazza e liberatoria.

## Pubblicazione
Stanco (Deeper Inside) è stato pubblicato il 7 maggio 2010 per la rotazione radiofonica, insieme al remix del brano realizzato da Mystify Noise. Tuttavia, come molti altri singoli usciti nello stesso periodo, Stanco (Deeper Inside) è rimasto escluso dalle playlist di molte emittenti radiofoniche, che hanno deciso di bloccare tutte le nuove uscite a seguito di una disputa con l'SCF Consorzio Fonografici, il quale ha richiesto un aumento dei diritti per la trasmissione dei brani da parte delle radio.

## Video musicale
Il videoclip, come per Credimi ancora, è stato diretto da Gaetano Morbioli e trasmesso in anteprima su Total Request Live On the Road il 4 giugno 2010. Il videoclip è stato girato a Verona.

## Tracce
1. Stanco (Deeper Inside) – 4:04